# Virtual Reality Modeling Language
Virtual Reality Modeling Language forkortet VRML er et scriptingsprog, der benyttes til beskrivelse at tredimensionelle modeller, der kan fortolkes som virtual reality af en browser, således at man virtuelt kan vende og dreje de pågældende modeller, bevæge sig rundt imellem dem og beskue dem fra alle vinkler. Sproget kan beskrive interaktion mellem objekterne samt interaktion med brugeren og kan ligesom HTML indeholde klikbare hyperlinks. Derudover kan der være indbygget multimedieelementer, og der er mulighed for at arbejde med avatarer.

## Konstruktion af VRML-filer
Filformatet er ligesom ved HTML og Javascript, ASP-kode, PHP-kode mm. et almindeligt tekstformat, og filerne kan således dannes med en almindelig teksteditor. Imidlertid findes der også værktøjer i form af særlige VRML-editorer til at lette arbejdet. Nogle af disse er af WYSYWYG-typen (se eksempler), andre hjælper blot med til at få styr på syntaksen. 

## Den virtuelle struktur
De virtuelle objekter i VRML består af nogle få grundelementer, der kan skaleres og flyttes samt roteres om henholdsvis x-aksen y-aksen og z-aksen i en 3-dimensional verden. Disse kan også kombineres vilkårligt og dermed definere nye elementer, der kan genbruges i det uendelige. Der kan desuden være 3-dimensionale verdener inden i andre 3-dimensionale verdener, altså med hver deres x-akser, y-akser og z-akser. Med såkaldte prototyper kan der konstrueres nye parametriserede grundelementer (Nodes) ud over de, der fra starten er indbygget i sproget. 
Der kan således med temmelig få kodeliner bygges meget komplekse virtuelle 3D-modeller, inkluderende dynamik og interaktion med brugeren, og det er muligt at inkludere færdiglavede modeller, der foreligger som selvstændige eksterne VRML-moduler. Hvis man har et lager af disse, kan man således bruge dem som byggeklodser ved konstruktion af nye virtuelle 3D-verdener. 
De eneste betingelser for at 3D-virkningen kan opnås som tilsigtet er, at koden er syntaktisk korrekt, samt at VRML-filerne gemmes med filefternavnet ".wrl".

## Visning over internettet i en browser
For at virtual reality modellerne kan vises i en browser, kræves det at man har installeret en særlig plug-in til formålet. Der finders flere forskellige sådanne til de mest populære browsere på markedet, og som det er gratis at installere og bruge. 
Det er muligt at embedde  (integrere, indlejre) VRML-3D-verdener i almindelige HTML-websider i form af 3D-vinduer. Hvis man gør det, bør man imidlertid sikre sig, at brugerne får en forståelig fejlmelding, såfremt deres browsere ikke er i stand til at vise VRML, og der bør være vejledning om, hvor man kan finde den plug-in, man i givet fald stal have installeret for at kunne se 3D-verdenen.

## Sprogets oprindelse og aktuelle status
Version 1.0 af sproget blev i 1995 defineret ud fra SGI's (det daværende Silicon Graphics, Inc.) filformat "Inventor" og kunne kun beskrive statiske verdener. Version 2 af sproget, "VRML 97" tilføjede interaktion og blev ophøjet til en ISO-standard (14772-1:1997).
Standarden bliver i øjeblikket vedligeholdt af Web3D Consortium.